# Paul Gerson Unna

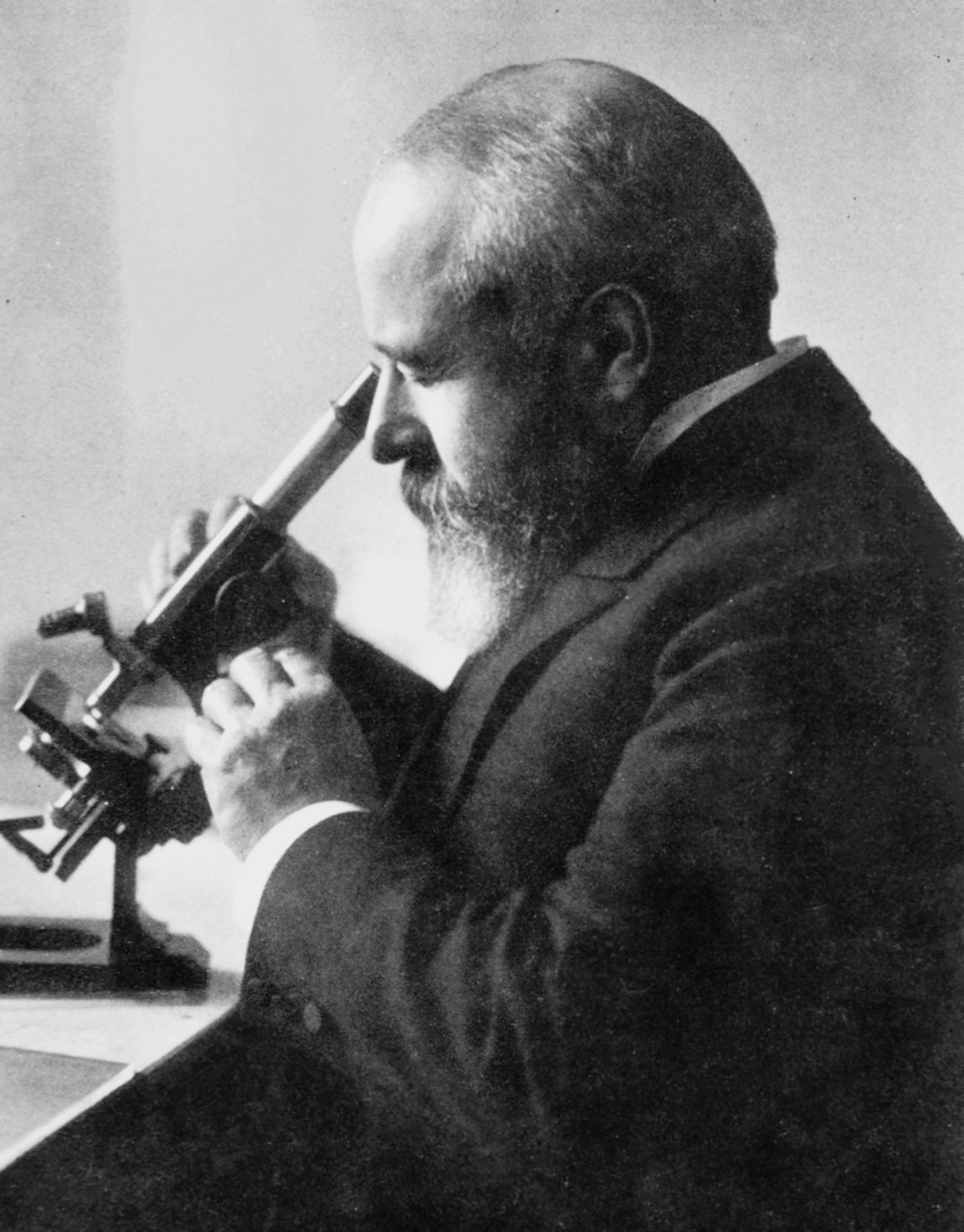
Paul Gerson Unna

Paul Gerson Unna (Amburgo, 8 settembre 1850 – Amburgo, 29 gennaio 1929) è stato un dermatologo tedesco.

## Biografia
Paul Gerson Unna nacque da una famiglia di medici ebrei residente ad Amburgo dal XVII secolo, figlio del medico amburghese Moritz Adolph e fratello della ritrattista Julie de Boor. Intraprese gli studi di medicina a Heidelberg, ma li interruppe per prendere parte alla guerra franco-prussiana, nella quale fu gravemente ferito. Nel 1871 riprese tali studi, per trasferirsi poi a Lipsia, e finalmente laurearsi con Heinrich Wilhelm Waldeyer a Strasburgo. La sua tesi, Beiträge zur Anatomie und Entwicklungsgeschichte der menschlichen Oberhaut und ihrer Anhangsgebilde (1875), sull'istologia e sulla storia evolutiva dell'epidermide umana (1876) conteneva idee e punti di vista innovativi, che in parte incontrarono critiche serrate, cosicché fu accettata solo dopo alcune correzioni.
Svolse la specializzazione in dermatologia dal 1876 a Vienna, dove collaborò tra gli altri con Ferdinand von Hebra, Moritz Kaposi und Heinrich Auspitz.
Dopo il ritorno ad Amburgo, fu impiegato dapprima nell'ambulatorio del padre, poi all'ospedale di St. Georg. La dermatologia fu il suo principale interesse. Già nel 1881 aprì un ambulatorio di medicina generale e dermatologia ad Amburgo; nel 1884 fundò una clinica dermatologica privata a Eimsbüttel, chiamata Dermatologicum, dove poté concentrarsi completamente sulla propria specialità. Il saggio Histopathologie der Hautkrankheiten, edito nel 1884, riassume l'intera conoscenza contemporanea sulle malattie della pelle e lo rese uno tra i maggiori dermatologi dell'epoca. Descrisse patologie dermatologiche e sviluppò nuove terapie. Tra le sue innovazioni si ricorda l'impiego dell'ittiolo, sul quale aveva relazionato nel 1882-1883 sulla rivista Monatsheften für praktische Dermatologie, e del resorcinolo (dal 1886).
Indagò i processi biochimici della pelle e descrisse per primo lo strato granuloso. Nel 1894 introdusse la proiezione dello strato come metodo d'esame dermatologico.
Coniò nel 1907 il termine cutis verticis gyrata per la patologia detta anche sindrome di Robert-Unna. Lo stesso anno fu insignito dal senato accademico amburghese del titolo di professore, e nel 1908 divenne primario della clinica universitaria di Eppendorf.
Fu stretto collaboratore del farmacista Paul Beiersdorf e dei suoi eredi. Nel 1911, insieme al chimico Isaac Lifschütz, assistette il titolare dell'impresa omonima, Oscar Troplowitz, nello sviluppo di una crema per la pelle che, prima al mondo, fu lanciata sul mercato un anno dopo sotto il nome di Nivea, e la cui composizione è sempre rimasta quasi immutata. Dopo la fondazione dell'Università di Amburgo, nel 1919, vi fu docente e ne ottenne quindi la prima cattedra di dermatologia.
Nel 1927 descrisse per primo l'eczema seborroico.
Tre suoi figli (Karl, Paul e Georg Wilhelm) furono a loro volta dermatologi, un altro (Eugen) farmacista.
Un monumento di granito alla sua memoria è stato eretto al cimitero di Ohlsdorf. A Paul Gerson Unna sono inoltre intitolati un parco di Eimsbüttel e la via di Amburgo dove ha sede centrale la Beiersdorf.